# Mayer Miksa
Mayer Miksa (Lugos, 1842. május 6. – Budapest, 1886. március 19.) pedagógus, író, vallás- és közoktatásügyi miniszteri titkár, Mayer Géza (1880–1943) jogász apja.

## Életútja
Mayer Adolf fia. Miután a középiskola három alsó osztályát elvégezte, Versecen a tanítóképző-intézetet látogatta. Tizenhét éves volt, amikor a bécsi Műegyetem hallgatója lett abból a célból, hogy mérnökké képezze magát. S mint műegyetemi hallgató, pedagógiai cikkek írásával foglalkozott; azért lemondott technikai tanulmányairól és Resicára ment, ahol magántanítást vállalt. 1862-ben Szegedre ment, hogy elsajátítsa a magyar nyelvet és öt évig mint házitanító működött; ekkoriban a Szegedi Hiradó munkatársaként is dolgozott. 1867-ben Pesten a Pesti Napló munkatársa és 1869-ben a Néptanítók Lapja szerkesztőtársa lett, melynek helyettes szerkesztője, majd Környei halála után, 1870. április 21-től felelős szerkesztője volt 1873 végéig. Azután a magyar királyi vallás- és közoktatási minisztériumban segédfogalmazó, később fogalmazó, majd tiszteletbeli, végül valóságos miniszteri titkár lett. Miután 1877-ben megalakult az Országos Tanszermúzeum, a miniszter Mayert bízta meg az új intézet vezetésével; egyúttal kinevezte az ország első elemi- és polgáriskolai tanítóképzőhöz, a Budapesti Pedagógiai Intézethez igazgatósági tagnak. A különböző kiállítások alkalmával szintén megbízták azok felügyeletével, vezetésével és rendezésével, különösen az 1885. évi országos kiállítás alkalmával fejtett ki nagy tevékenységet.
Cikkei a bécsi Volksschuleban (1863. Über Knaben- und Mädchenerziehung, Die Schule ein Staat im Kleinen, Ein Vorschlag zur Verbreitung guter Volksschriften, 1864. Über das Verfrühen, Womit beginnt der Unterricht in der Volksschule); a Szegedi Hiradóban és a Pesti Naplóban (politikai czikkek); a Népnevelők Lapjában, a Néptanítók Lapjában (1877. A népkönyvtárakról sat.) és az Ung. Schulzeitungban (paedagogiai czikkek); a Gazdasági Lapokban (1866. Marhatenyésztés Angolországban, A dohány egyedáruság az ausztriai birodalomban); a Magyar Tanügyben (1872. A Kritikai Évkönyv érdekében VI. 1877. Az országos tanszermúzeum czéljairól); a Budapesti Közlönyben (1875. 81. sz. könyvism.).

### Családja
Felesége Csiszár Anna (1852–1913) volt, Csiszár József lánya. Négy felnőttkort megért gyermekük született: Andor (1876–1945), Miksa (1879–1941), Géza (1880–1943) és Anna (1886–1945).

## Munkái
- Alak- és mértan. Elemi és felső népiskolák alsó osztályai számára. Pest, 1872, ábrákkal (Ism. M. Tanügy 1873. 2. kiadás. Budapest, 1875. Ism. M. Tanügy. Németül. Budapest, 1875, 3. javított és bővített és a méterrendszerre alkalmazott kiadás, 1880., 15. javított és bővített kiadás, 1888, 16. javított és bővített kiadás, 1889)
- Onegeses. Történelmi elbeszélés Attila korából. A serdültebb ifjúság számára. Budapest, év n. (1878)
- Rövid alkotmánytan osztatlan népiskolák számára. Budapest, 1876 (2. kiadás 1877, 3. és 4. kiadás. 1879, 5. javított kiadás. 1880, 8. kiadás. 1883, 9. bővített kiadás. 1884, 10. 11. és 12. kiadás. 1885. 16. javított és bővített kiadás. 1887, 17. bővített és javított kiadás. 1889)
- Vezérkönyv az alkotmánytan oktatásában. Elemi-, felső- nép- és polgári iskolai tanítók, nemkülönben tanítóképezdék, tanárok és növendékek használatára. Budapest, 1877
- Aranybánya. Mulattató és tanulságos olvasmányok a magyar nép és az ifjúság számára. Budapest, 1878, nyolcz képpel
- Magyarok története nép- és polgári iskolák számára. Budapest, 1877 (4. kiadás: 1878, 7. javított kiadás: 1886)
- Családi kör. Mulattató és tanulságos olvasmányok. A magyar nép és ifjuság számára. Budapest (1880), nyolcz színnyom, képpel
- Kincses szekrény. Mulattató és tanulságos olvasmányok. A magyar nép és ifjuság számára. Budapest (1880), nyolcz szines képpel
- Derék férfiak. Életrajzi elbeszélések a serdültebb ifjuság és a nép számára. Budapest, év n. Nyolcz szinezett képpel
- Jelesek Csarnoka szines képekkel. Életrajzi elbeszélések a serdültebb ifjuság és a nép számára. Budapest, év n.
- A boldogság alapköve. Budapest, 1882 (M. Könyvtár I.)
- A lélek tükre vagy ismerd meg magadat. Budapest, 1882 (M. Könyvtár 3.)
- Az "arany középut". Budapest, 1882 (M. Könyvtár 6.)
- Saját bosszujának áldozata. Budapest, 1882 (M. Könyvtár 8.)
- Vezérkönyv a népiskolai történettanításhoz. Egyszersmind bevezetés a történettudományba tanítók és tanítójelöltek számára. Budapest, 1882 (Kiss Áronnal együtt. Ruménül. ford. Fenesan Artemie. Budapest, 1885, ruthenul is megjelent)
- A lutri koldusa. Igaz történet. Budapest, 1883. Három képpel Dörre Tivadartól (Jó könyvek 14.)
- A világ vége. Ugy a hogy volt, hiven elbeszéli. Budapest, 1884. két képpel Goró Lajostól (Jó könyvek 26.)
- "Elvitte az ördög!" vagy az érfalvi kincskeresők furcsa és szomorú kalandja. Budapest, 1885, két képpel Mannheimer Ágostontól (Jó könyvek 36.)
- Schubert Károly, A természettan alapelvei. 6. javított és bővített kiadás. Sajtó alá rendezte. 74 fametszettel. Budapest, 1885
- Az életmentő. Igaz történet 2 képpel. Budapest, 1886 (Jó könyvek 42.)

Kuttner Sándor tankönyveinek újabb kiadásait 1876-tól javítva s bővítve sajtó alá rendezte s kiadta (L. Kiszlingstein könyvészetét és a M. Könyvészetet 1886-ig).
Saját tankönyveit szintén többen átdolgozták és kiadták halála után.